# Людівін Саньє
Людіві́н Саньє́ (фр. Ludivine Sagnier; нар. 3 липня 1979, Сен-Клу, О-де-Сен, Франція) — французька акторка.

## Біографія
Людівін Саньє народилася 3 липня 1979 року в місті Сен-Клу, що у французькому департаменті О-де-Сен. Почала займатися на театральних курсах у 6 років за компанію зі старшою сестрою.
У 8 років Людівін отримала першу кінороль у фільмі «Чоловіки, дружини, коханці» (Les maris, les femmes, les amants) (1989). Рік потому Саньє знялася під час літніх канікул у фільмі «Сірано де Бержерак» (1990), де її партнером став Жерар Депардьє.
Після «Сірано» Людівін Саньє отримала роль в телесеріалі «Сім'я Фонтен» (1992). Дублювала ролі у фільмах «Моя дівчинка» і «Леон». Не плануючи стати професійною акторкою, вона пройшла клас акторської майстерності в Паризькій консерваторії. Але закінчивши школу і вступивши до Сорбонни на філологічне відділення, вже в університеті взяла участь у студентській постановці.
Успіх акторці принесла робота з режисером Франсуа Озоном — Анна в стрічці «Краплі дощу на розпечених скелях» (2000), Катрін в музичному детективі «8 жінок» (2001, номінація на «Фелікс», номінація на «Сезар», «Срібний ведмідь» на Берлінському міжнародному кінофестивалі), Жулі в загадковому фільмі «Басейн» (2003, номінації на «Сезар» і «Фелікс»).
2003 рік став вдалим для Людівін Саньє — вона виконала провідні ролі відразу в трьох кінострічках: «Знаки пристрасті», «Крихітка Лілі» та «Пітер Пен». У цьому ж році акторка була удостоєна Призу імені Ромі Шнайдер.
У 2006 році Саньє знялася в одній з новел кіноальманаху «Париже, я люблю тебе». У 2007 зіграла ролі в таких фільмах, як «Мольєр» (режисер — Лоран Тірар), «Одна дівчина на двох» (режисер Клод Шаброль), «Сімейна таємниця» (реж. Клод Міллер), «Усі пісні лише про кохання» (реж. Крістоф Оноре). За роботу у фільмі «Сімейна таємниця» Людівін Саньє була вдруге номінована на національну кінопремію «Сезар» 2008 як найкраща акторка другого плану.

## Особисте життя
У 2004 році на зйомках фільму «Авантюра» у Людівін Саньє почався роман з актором Ніколя Дювошелем. У 2005 році аона народила дочку Бонні, незабаром актори розлучилися. 12 січня 2009 року акторка народила дочку Лі-лан, від нинішнього партнера — режисера Кіма Шапірона, а в 2014 — дочку Там.

## Фільмографія
(Список не є вичерпним)

| Рік       |    | Українська назва                 | Оригінальна назва                    | Роль                                |
| --------- | -- | -------------------------------- | ------------------------------------ | ----------------------------------- |
| 1989      | ф  | Чоловіки, дружини, коханці       | Les maris, les femmes, les amants    | Елоді                               |
| 1989      | ф  | Я хочу додому                    | I Want to Go Home                    | маленька дівчинка з сільської площі |
| 1989—2006 | с  | Комісар Наварро                  | Navarro                              | Ванесса Берже                       |
| 1990      | ф  | Сірано де Бержерак               | Cyrano de Bergerac                   | мала сестра                         |
| 1992      | тф | Відпустка в чистилищі            | Vacances au purgatoire               | Софі                                |
| 1999      | тф | Таємниця Ірис                    | Le secret d'Iris                     | Мілена                              |
| 1997      | с  | Під надійним захистом            | Mission protection rapprochée        |                                     |
| 1998      | тф | Життя для нас двох               | À nous deux la vie                   | Шарлотта                            |
| 1998      | тф | Заборонена пристрасть            | Passion interdite                    | Естель                              |
| 1998      | тф | Безпечне вбивство                | Meurtres sans risque                 | Віржині Галлє                       |
| 1999      | ф  | Небо, птахи і… твоя мати         | Le ciel, les oiseaux,... et ta mère! | танцюристка 1                       |
| 1999      | ф  | Рембрандт                        | Rembrandt                            | Корнелія ван Рейн                   |
| 1999      | ф  | Діти століття                    | Les enfants du siècle                | Ерміне де Мюссе                     |
| 1999      | ф  | Краплі дощу на розпечених скелях | Gouttes d'eau sur pierres brûlantes  | Анна                                |
| 1999      | кф | Мій брат                         | Mon frère                            | Софі                                |
| 2000      | тф | Монстри були чистими             | Des monstres a l'état pur            | Джинні                              |
| 2000      | ф  | Ласий шматочок                   | Bon plan                             | Клементіна                          |
| 2000      | тф | Лід                              | La banquise                          | Анна Ковальські                     |
| 2001      | ф  | Дитяча гра                       | Un jeu d'enfants                     | Дафна                               |
| 2001      | ф  | Моя дружина — акторка            | Ma femme est une actrice             | Жеральдін                           |
| 2001      | ф  | 8 жінок                          | 8 femmes                             | Катрін                              |
| 2002      | с  | Наполеон                         | Napoléon                             | Гортензія                           |
| 2002      | ф  | Знаки пристрасті                 | Petites coupures                     | Наталі                              |
| 2002      | ф  | Басейн                           | Swimming Pool                        | Жулі                                |
| 2003      | мф | Легенда про принцесу Парву       | La légende de Parva                  | Лула, озвучення                     |
| 2003      | ф  | Крихітка Лілі                    | La petite Lili                       | Емільє «Лілі» Новацькі              |
| 2003      | ф  | Пітер Пен                        | Peter Pan                            | Дінь-Дінь                           |
| 2005      | ф  | Авантюра                         | Une aventure                         | Габрієль                            |
| 2006      | ф  | Париже, я люблю тебе             | Paris, je t'aime                     | Клер (епізод «Парк Монсо»)          |
| 2006      | ф  | Каліфорнія                       | La Californie                        | Елен                                |
| 2006      | ф  | Зубний біль                      | Toothache                            | Анна                                |
| 2006      | ф  | Мазок                            | Coup de sang                         | офіціантка                          |
| 2007      | ф  | Мольєр                           | Molière                              | Селімен                             |
| 2007      | ф  | Усі пісні лише про кохання       | Les chansons d'amour                 | Жулі Поммре                         |
| 2007      | ф  | Одна дівчина на двох             | La fille coupée en deux              | Габрієль Аврора Донеж               |
| 2007      | ф  | Сімейна таємниця                 | Un secret                            | Ганна Голда Стірн / Грінберг        |
| 2008      | ф  | Ворог держави № 1                | L'instinct de mort                   | Сільві Жанжаку                      |
| 2008      | ф  | Ворог держави № 1: Легенда       | L'ennemi public n°1                  | Сільві Жанжаку                      |
| 2010      | ф  | Босоніж по слимаках              | Pieds nus sur les limaces            | Лілі Дреєр                          |
| 2010      | ф  | Злочин через кохання             | Crime d'amour                        |                                     |
| 2010      | мф | Монстр у Парижі                  | Un monstre à Paris                   | Мод, озвучення                      |
| 2011      | ф  | Двійник диявола                  | The Devil's Double                   | Сарраб                              |
| 2011      | ф  | Кохані                           | Les bien-aimés                       | Мадлен                              |
| 2013      | ф  | Кохання без пересадок            | Amour & turbulences                  | Жулі                                |
| 2014      | ф  | Клуб «Смуток»                    | Tristesse Club                       | Хлоя                                |
| 2014      | ф  | Лу                               | Lou! Journal infime                  | мати                                |
| 2015      | ф  | Опір повітря                     | La résistance de l'air               | Дельфіна Кавелл                     |
| 2016      | с  | Молодий Папа                     | The Young Pope                       | Естер                               |
| 2018      | ф  | Ремі без сім'ї                   | Rémi sans famille                    |                                     |
| 2021      | с  | Люпен                            | Lupin                                | Клер                                |
| 2023      | ф  | Наполеон                         | Napoleon                             | Тереса Кабаррус                     |

## Визнання
| Нагороди та номінації Людівін Саньє   | Нагороди та номінації Людівін Саньє                     | Нагороди та номінації Людівін Саньє        | Нагороди та номінації Людівін Саньє |
| Рік                                   | Категорія                                               | Фільм                                      | Результат                           |
| ------------------------------------- | ------------------------------------------------------- | ------------------------------------------ | ----------------------------------- |
| Нагороди «Актори екрану»              |                                                         |                                            |                                     |
| 1999                                  | Приз Мюзидори найкращій акторці                         | Жива анімація                              | Перемога                            |
| Берлінський міжнародний кінофестиваль |                                                         |                                            |                                     |
| 2001                                  | Нагорода Shooting Star                                  | Нагорода Shooting Star                     | Перемога                            |
| 2002                                  | Срібний ведмідь за видатний внесок у мистецтво          | 8 жінок (спільно з іншими акторами фільму) | Перемога                            |
| Каннський міжнародний кінофестиваль   |                                                         |                                            |                                     |
| 2002                                  | Трофей Шопар — Найкраща молода акторка                  | Трофей Шопар — Найкраща молода акторка     | Перемога                            |
| Премія Європейської кіноакадемія      |                                                         |                                            |                                     |
| 2002                                  | Найкраща європейська акторка                            | 8 жінок (спільно з іншими акторами фільму) | Перемога                            |
| 2003                                  | Найкраща європейська акторка — Приз глядацьких симпатій | Басейн                                     | Номінація                           |
|                                       |                                                         |                                            |                                     |
| 2003                                  | Приз Ромі Шнайдер                                       | Приз Ромі Шнайдер                          | Перемога                            |
|                                       |                                                         |                                            |                                     |
| Міжнародний кінофестиваль у Чикаго    |                                                         |                                            |                                     |
| 2008                                  | Срібний Г'юго за найкращу гру акторки                   | Крихітка Лілі                              | Перемога                            |
| Спільнота кінокритиків Бостона        |                                                         |                                            |                                     |
| 2003                                  | Найкраща акторка другого плану                          | Басейн                                     | Перемога                            |
| Премія «Сезар»                        |                                                         |                                            |                                     |
| 2003                                  | Найперспективніша акторка                               | 8 жінок                                    | Номінація                           |
| 2004                                  | Найкраща акторка другого плану                          | Басейн                                     | Номінація                           |
| 2008                                  | Найкраща акторка другого плану                          | Сімейна таємниця                           | Номінація                           |
| Премія «Люм'єр»                       |                                                         |                                            |                                     |
| 2008                                  | Найкраща акторка                                        | Одна дівчина на двох                       | Номінація                           |
| Премія «Кришталевий глобус» (Франція) |                                                         |                                            |                                     |
| 2008                                  | Найкраща акторка                                        | Усі пісні лише про кохання                 | Номінація                           |